# Никос Вуцис
Никос Вуцис (рођен 4. марта 1951. године) је грчки политичар који је био министар унутрашњих послова и административне реконструкције од јануара до августа 2015. године у влади Алексиса Ципраса. Изабран је за председника Парламента Грчке, 4. октобра 2015. године.

## Детињство, младост и образовање
Вуцис је рођен у Атини. Дипломирао је цивилни инжењеринг на Универзитету у Атини и Националном техничком универзитету у Атини.

## Политичка каријера
Вуцис је био регионални саветник у Атици са групом "Сарадња Атике - Без меморандума" од 2010. до 2012. године. У мају 2012. године је изапран за посланика грчког Парламента из округа Атина А и до данас је једини посланик који је је представљао овај изборни округ. Изабран је за председника Парламента Грчке 4. октобра 2015. године, са 181 гласом за.